# Slaheddine El Amami
Pour les articles homonymes, voir Amami.
Slaheddine El Amami, dit aussi Slaheddine Amami ou Salah Al-Din Al-Amami, né le 20 janvier 1936 à Sfax et mort en 1986, est un ingénieur agronome et militant de gauche tunisien.

## Biographie
Après un parcours spécialisé en mathématiques et études arabes via le collège Sadiki, Amami s'inscrit en 1957 en classe préparatoire à Bordeaux afin d'intégrer les écoles supérieures d'agriculture. De 1959 à 1962, il est étudiant à l'Institut national agronomique (Paris) dont il ressort diplômé, spécialisé dans le domaine « bio-climatique ». 
De retour à Tunis, il travaille à l'Institut national agronomique de Tunisie entre 1962 et 1964, puis il est nommé directeur du Laboratoire Bioclimat. Il est en même temps correspondant auprès l'Organisation des Nations unies pour l'alimentation et l'agriculture dans le cadre de la planification de la politique agricole tunisienne. Il est ensuite directeur du Centre de recherche du génie rural (Tunis).
Chercheur réputé, Slaheddine El Amami est à l'origine d'importantes contributions dans le domaine de l'hydrologie et de la recherche scientifique agricole, se concentrant notamment sur les problématiques relevant des zones arides et semi-arides ; ses études portent plus particulièrement sur la question de l'aridité climatique (aridoculture). Il mobilise les pouvoirs publics et la communauté scientifique sur les installations hydrauliques traditionnelles — le système des jessour — en tant que patrimoine culturel compatible avec les données naturelles et les conditions climatiques des pays du Maghreb,.

## Hommages
Son nom est donné à l'amphithéâtre de l'Institut national des sciences agronomiques de Tunis.
Son portrait figure au recto du nouveau billet de cinq dinars émis à partir de 2022 par la Banque centrale de Tunisie.